# Distretto di Yoshida
Il distretto di Yoshida (吉田郡, Yoshida-gun?) è uno dei distretti della prefettura di Fukui, in Giappone.
Attualmente fa parte del distretto solo il comune di Eiheiji.
| Controllo di autorità | VIAF (EN) 254113533 · NDL (EN, JA) 00309341 |